# Fischer Annie

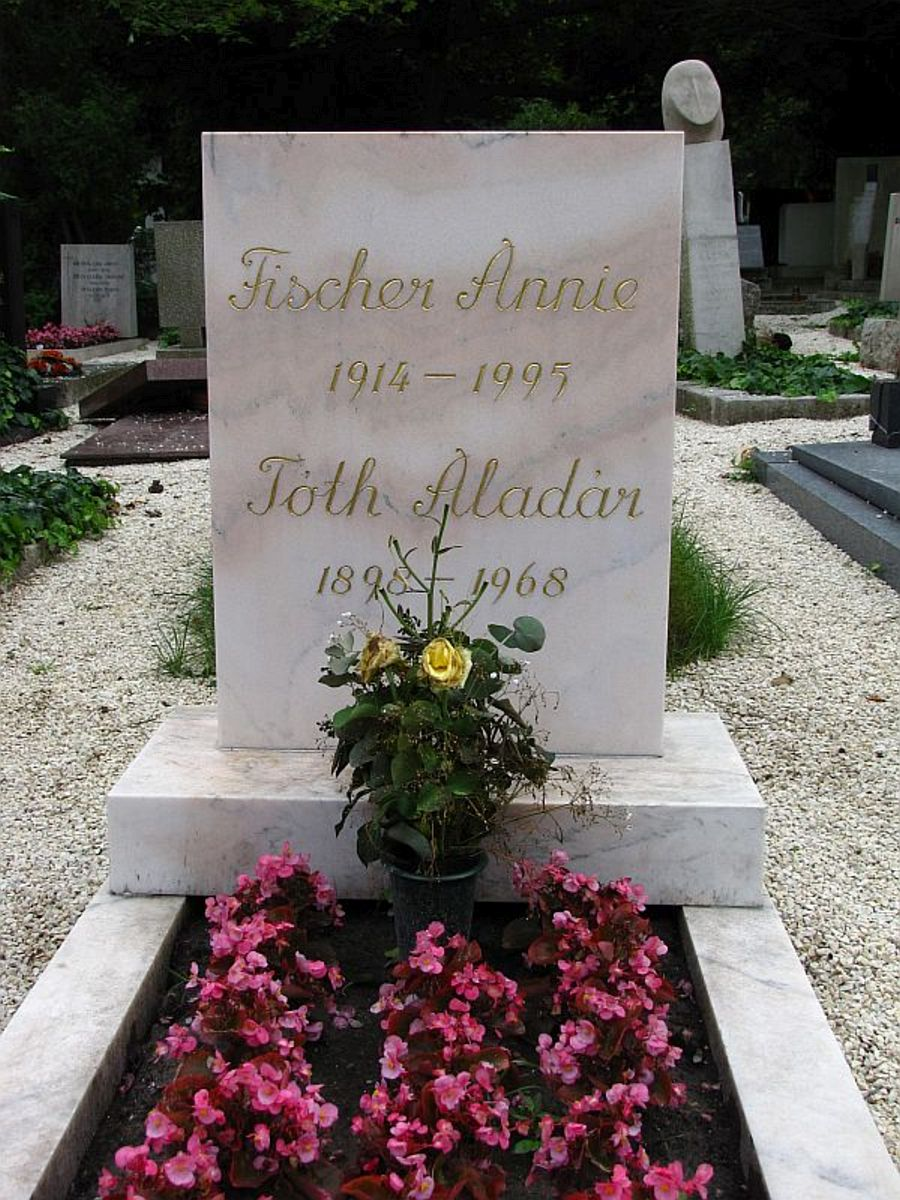
Fischer Annie és Tóth Aladár sírja Budapesten. Farkasréti temető: 6/1-1-26

Fischer Annie (Budapest, 1914. július 5. – Budapest, 1995. április 10.) a 20. század egyik legnagyobb, háromszoros Kossuth-díjas magyar zongoraművésze.

## Élete
Csodagyerek lévén a Liszt Ferenc Zeneművészeti Főiskolán Székely Arnold, majd Dohnányi Ernő növendéke volt. 10 éves korában (1924) Beethoven I., C-dúr zongoraversenyével debütált. 1926-ban volt az első nyilvános külföldi fellépése Zürichben, amelyen Mozart és Schumann egy-egy zongoraversenyét játszotta. Bár korán kezdte pályáját, igazi nemzetközi áttörésre csak akkor kerülhetett sor, amikor megnyerte az 1933-ban Budapesten rendezett Liszt Ferenc Nemzetközi Zongoraverseny első díját.
Felfelé ívelő karrierjét a II. világháború szakította félbe, zsidó származása miatt. Ezeket az éveket 1941-től Svédországban töltötte férjével, Tóth Aladár zenetudóssal (aki 1946-tól az Operaház igazgatója lett).
1946-ban tért vissza Budapestre, és ettől kezdve megszakítás nélkül itt élt, innen járta a világot. Különösen szívesen látott vendég volt Angliában, Hollandiában, Franciaországban és Svájcban. A világ nagy zongoraművészeinek sorában elfoglalt kiemelkedő pozíciója ellenére viszonylag kevés hanglemezfelvétel őrzi játékát – ennek egyszerű oka az, hogy nem szerette a stúdiók zárt világát.
Játékában egyesült a férfias erő, a billentés szépségével és a frazírozással.
Fischer Annie hivatalosan sohasem tanított, ha fiatal művészek tanácsért fordultak hozzá, szívesen hallgatta meg őket és segítette pályájuk kibontakozását. Az 1950–1960-as években Magyarország „utazó zenei nagykövetének” nevezték.
1961-ben debütált az USA-ban Mozart Esz-dúr zongoraversenyével (K. 482) Széll György vezénylete mellett a Carnegie Hallban, s habár világszerte koncertezett, alapvetően európai illetőségű művész volt, játékát kora legnagyobbjaihoz hasonlították. Otto Klempererrel előadta Beethoven összes zongoraversenyét a londoni Royal Festival Hallban.
A '80-as évektől megritkultak hangversenyei, Budapesten szinte egyáltalán nem lépett fel, de külföldön még vállalkozott egy-egy fellépésre.
Fischer Annie 1995. április 10-én hunyt el szülővárosában, Budapesten.

## Pletykák
Van egy anekdota, hogy Cziffra György (zongoraművész) felvásárolta Fischer Annie párizsi koncertjének összes jegyét, és ő maga sem ment el a hangversenyre; a művésznőnek egyedül kellett eljátszania a koncertet.

„Valaki azt is terjesztette, hogy Fischer Annie Cziffra egy koncertjén felvásárolta a jegyeket, hogy ne legyen jelen a közönség. Máskor ezt a hazug történetet fordítva, Cziffráról is terjesztették. Én Fischer Annie-val és Cziffra Györggyel is halálukig szoros baráti viszonyt ápoltam. Soha egyetlen rossz szót nem mondtak egymásról. Ellenkezőleg, ha barátok nem voltak is, de nagyra becsülték egymás művészetét. Cziffra fülébe is eljutottak ezek a pletykák, de amikor én Párizsban meglátogattam, beszéltünk is erről, hogy ezek hamis vádak és erről Cziffra is teljesen meggyőződött. A Fischer Annie-ra vonatkozó rosszindulatú pletykákat terjesztők személyére később egyértelműen fény derült, de ezt kegyeleti okokból nem közölhetem Székely György”

Vásáry Tamás szerint az egyik ilyen pletykáló Cziffra tanára, Ferenczy György lehetett.

## Díjai
- Kossuth-díj (1949, 1955, 1965)
- Kiváló művész (1952)
- A Magyar Köztársasági Érdemrend középkeresztje a csillaggal (1994)
- Magyar Örökség díj (posztumusz, 1997)

## További információk

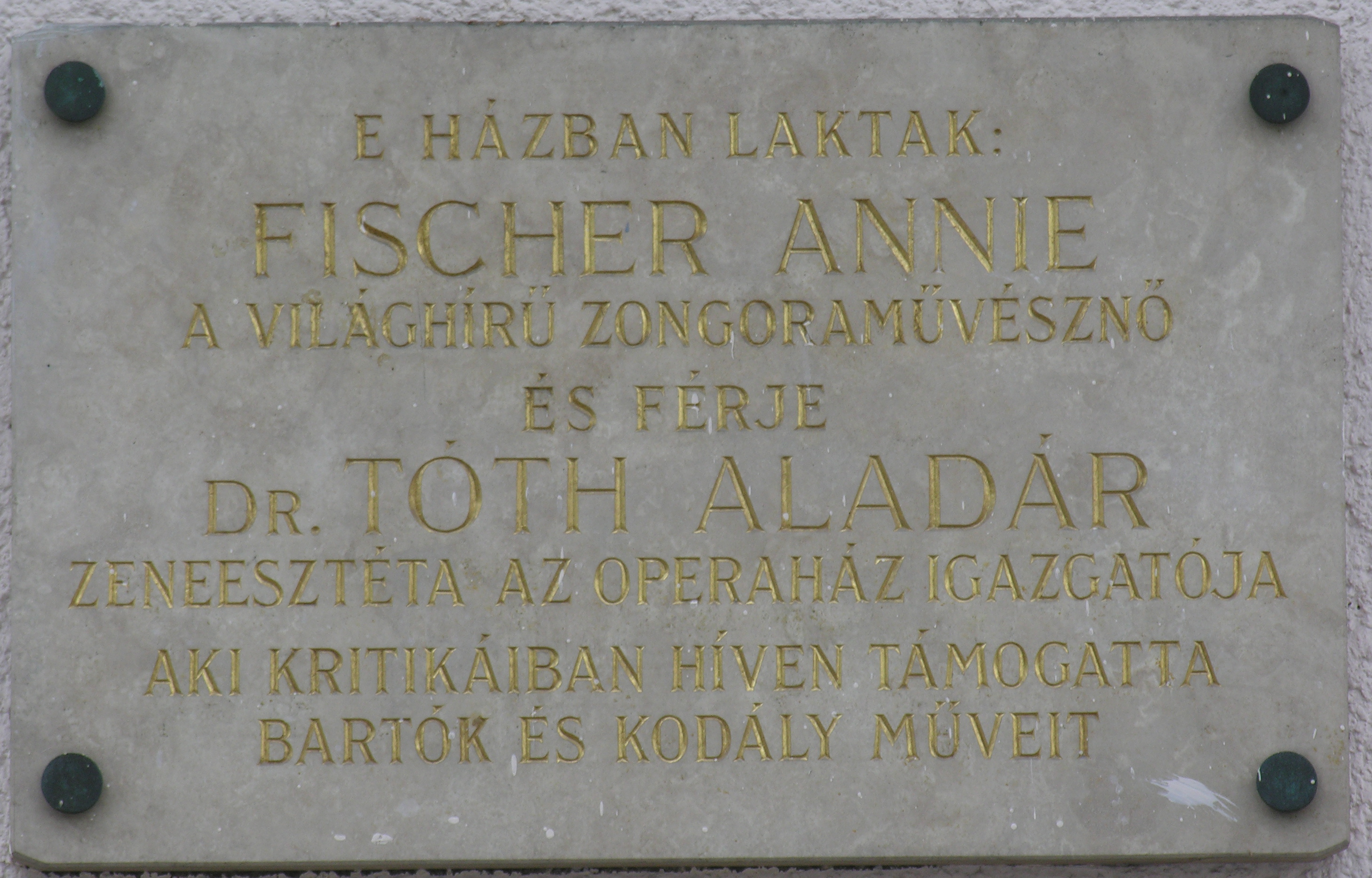
Fischer Annie és Tóth Aladár emléktáblája lakóházukon, Budapest XIII., Szent István park 14.